# Libellula cyanea
Libellula cyanea е вид водно конче от семейство Libellulidae. Видът не е застрашен от изчезване.

## Разпространение
Разпространен е в САЩ (Айова, Алабама, Арканзас, Вашингтон, Вирджиния, Делауеър, Джорджия, Западна Вирджиния, Илинойс, Индиана, Канзас, Кентъки, Кънектикът, Луизиана, Масачузетс, Мейн, Мериленд, Мисисипи, Мисури, Мичиган, Ню Джърси, Ню Йорк, Ню Хампшър, Оклахома, Охайо, Пенсилвания, Род Айлънд, Северна Каролина, Тексас, Тенеси, Уисконсин и Южна Каролина).

## Описание
Популацията на вида е стабилна.